# Let's Do It, Let's Fall in Love
Let's Do It, Let's Fall in Love (in inglese: Facciamolo, innamoriamoci) è una canzone popolare, in seguito divenuto uno standard jazz, composta da Cole Porter nel 1928 ed eseguita alla prima assoluta da Irène Bordoni per il musical di Martin Brown Paris, al Nixon's Apollo Theatre di Atlantic City il 6 febbraio 1928.
Il marito di Bordoni e produttore parigino Ray Goetz ha convinto Porter a provare di nuovo Broadway con questo spettacolo. La canzone fu successivamente utilizzata nella produzione inglese di Wake Up and Dream (1929)e fu usata come colonna sonora nel film di Hollywood del 1933, Il giocatore con Loretta Young e Paul Lukas. Nel 1960 è stato incluso anche nella versione cinematografica di Can-Can di Porter. 
Le prime incisioni su vinile furono quelle dei The Dorsey Brothers (con la voce solista dell'allora giovanissimo Bing Crosby), Rudy Vallee e, sempre nel 1928, Paul Whiteman e la sua orchestra.
Nel 2021 Lady Gaga incide una sua versione chiamata semplicemente Let's Do It per l'album tributo a Cole Porter Love For Sale.